# The Silver Lining: The Songs of Jerome Kern
The Silver Lining: The Songs of Jerome Kern — студийный альбом американского эстрадного исполнителя Тони Беннетта, записанный совместно с пианистом Биллом Чэрлапом и изданный 25 сентября 2015 года на лейбле RPM/Columbia. Автором музыки является композитор Дже́ром Керн, классик американского джаза, памяти которого посвящён этот диск.
В 2016 году альбом был отмечен премией Грэмми в категории Лучший традиционный вокальный поп-альбом.

## История
Альбом возглавил хит-парад джазовой музыки Top Jazz Albums и дебютировал на позиции № 89 в основном американском хит-параде Billboard 200.
Альбом включает 14 песен, музыку к которым написал композитор Дже́ром Керн при участии Билла Чэрлапа на фортепиано, Peter Washington на бас-гитаре, Kenny Washington на ударных, и на нескольких треках играл пианист Renee Rosnes.

## Отзывы
| Оценки критиков | Оценки критиков |
| Источник        | Оценка          |
| --------------- | --------------- |
| AllMusic        | [ 7 ]           |

Альбом получил положительные отзывы музыкальной критики и интернет-изданий. Стивен Томас Эрлевайн из AllMusic отметил, что «The Silver Lining: The Songs of Jerome Kern функционирует как своего рода ответ на предшественника, Cheek to Cheek. Тот дуэтный альбом 2014 года с Леди Гагой был в меру нахальным и блестящим, опираясь на хорошо известные стандарты и пиццу — то есть таким, что призвано разжечь ностальгические флюиды, — но The Silver Lining — это более чистая джазовая запись, интимное сотрудничество с пианистом Биллом Чэрлапом; разницу можно услышать, просто сравнив версии „I Won’t Dance“, которые появляются на этих двух альбомах — Гага качает смело, а исполнение Чэрлапа несет в себе язвительную сдержанность. Сборники песен были стандартной вещью для Беннетта на протяжении многих лет, но если The Silver Lining и напоминает какой-то конкретный альбом в дискографии вокалиста, то это The Tony Bennett/Bill Evans Album, пластинка, выпущенная в 1975 году, когда Беннетт исчез с радаров крупных лейблов и его имя было, возможно, так же хорошо известно покупателям пластинок, как и имя Эванса. Хотя между Беннеттом и Чэрлапом есть небольшая разница в мощности, она обусловлена масштабом: Беннетт — имя нарицательное; Шарлап — звезда среди поклонников современного мейнстрим-джаза. Соответственно, Беннетт обращается с пианистом как с равным, предоставляя ему достаточно места для длинных, жидких соло, пассажей, которые, кажется, незаметно вытекают из его сдержанной поддержки. Часто в The Silver Lining присутствуют только певец и пианист — когда к ним присоединяются другие музыканты, это только бас и ударные, обеспечивающие ритм и цвет — и эта скудость никогда не кажется строгой из-за присущей музыкантам теплоты легкого взаимодействия, не говоря уже об их индивидуальных голосах. Оба аспекта тонко продемонстрированы на The Silver Lining, и именно этот тонкий танец, в котором Беннетт и Шарлап наслаждаются игрой вместе и порознь, делает альбом таким очаровательным».
В 2016 году альбом был отмечен премией Грэмми в категории Лучший традиционный вокальный поп-альбом.

## Список композиций
Автор музыки Дже́ром Керн; авторы слов указаны ниже.
1. «All The Things You Are» (Оскар Хаммерстайн II) — 4:37
2. «Pick Yourself Up» (Дороти Филдс) — 2:55
3. «The Last Time I Saw Paris» (Оскар Хаммерстайн II) — 3:24
4. «I Won't Dance» (Dorothy Fields, Отто Харбах, Оскар Хаммерстайн II, Jimmy McHugh) — 3:12
5. «Long Ago and Far Away» (Айра Гершвин) — 3:23
6. «Dearly Beloved» (Джонни Мерсер) — 3:29
7. «The Song Is You» (Оскар Хаммерстайн II) — 3:55
8. «They Didn't Believe Me» (Herbert Reynolds) — 4:49
9. «I'm Old Fashioned» (Джонни Мерсер) — 2:45
10. «The Way You Look Tonight» (Дороти Филдс) — 2:54
11. «Yesterdays» (Отто Харбах) — 3:30
12. «Make Believe» (Оскар Хаммерстайн II) — 2:18
13. «Nobody Else But Me» (Оскар Хаммерстайн II) — 2:40
14. «Look for the Silver Lining» (B. G. DeSylva) — 2:36

Источник: The New York Times.

## Чарты
| Чарт (2015)                     | Высшая позиция |
| ------------------------------- | -------------- |
| США (Billboard 200)             | 89             |
| США (Billboard Top Jazz Albums) | 1              |

## Награды и номинации
| Год  | Организация   | Награда                                  | Результат | Ссылка |
| ---- | ------------- | ---------------------------------------- | --------- | ------ |
| 2016 | Grammy Awards | Лучший традиционный вокальный поп-альбом | Победа    | [ 3 ]  |